# Ортоцентрический тетраэдр
Ортоцентрический тетраэдр — тетраэдр, все высоты которого, опущенные из вершин на противоположные грани, пересекаются в одной точке.

## Другие определения ортоцентрического тетраэдра, равносильные друг другу
1. Основания высот тетраэдра являются ортоцентрами граней.
2. Каждые два противоположных ребра тетраэдра перпендикулярны.
3. Бимедианы (отрезки, соединяющие середины противоположных ребер) равны.
4. Суммы квадратов противоположных ребер равны.
5. Произведения косинусов противоположных двугранных углов равны.
6. Сумма квадратов площадей граней вчетверо меньше суммы квадратов произведений противоположных ребер.
7. Грани описанного около ортоцентрического тетраэдра параллелепипеда — ромбы.

## Использованная литература
- В.Александров. Вращающееся кольцо тетраэдров «Квант», № 5, 2001 г. С.31.
- В. Э. МАТИЗЕН, В. Н. ДУБРОВСКИЙ. Из геометрии тетраэдра «Квант», № 9, 1988 г. С.66.
- В. В. Прасолов, И. Ф. Шарыгин Задачи по стереометрии.  М.: Наука, 1989. 288 с ISBN 5-02-013921-1; Тираж 163000 экз. Серия Библиотека математического кружка, выпуск 19.